# 多形太阳盘虫
多形太阳盘虫（学名：Heliodiscus polymorphus）为镜盘虫科太阳盘虫属的动物。分布于中太平洋，包括南海等海域。